# Los invita a bailar
Sonora Matancera: Los Invita a Bailar es el séptimo disco completo de la agrupación cubana, que interpreta ritmos latinoamericanos. Fue grabado en 1957. Es el décimo sexto disco de larga duración comercial de la Sonora Matancera.

## Canciones
1. La Sopa en Botella
2. Ipso Calypso
3. Ay!, que Rico Amor
4. Cruel Indiferencia
5. Y no me Engañes Más
6. Guaguancó N.º 3
7. Conocí a tu Papá
8. Háblame Claro
9. Ayer y Hoy
10. El Novio Celoso
11. Consuélame
12. Queridos Padres

- Datos: Q5979840